# Чемпіонат Монголії з футболу
Національна Прем'єр-ліга Монголії (монг. Монголын Үндэсний Премьер Лиг) — чемпіонат футбольних клубів Монголії, що проводиться з 1955 року.

## Історія
Вже в 1946 році в рамках першої монгольської Спартакіади до 25-річчя народної революції було вперше проведено змагання з футболу і це було головним футбольним змаганням країни до середини п'ятдесятих років, хоча тривав він значно довше, як мінімум до 1960-х років. 
У 1955 році був організований не тільки перший в історії національний чемпіонат, але й перший в історії чемпіонат Улан-Батора та інших регіонів країни. В результаті чемпіони регіональних змагань, а також відомчі команди (військові, поліція тощо) розігрували у плей-оф статус чемпіона Монголії. При цьому більшість інформації з 1950-х до 2000-х років, наприклад, результати та місця команд невідомі, здебільшого відомі лише переможці (інколи ще другі та треті місця).
Лише 1996 року вперше була створена єдина напівпрофесіональна футбольна ліга. У 2006 році чемпіонат з футболу проходив не як звичайний турнір, а в два етапи з чотирма групами. Причиною стала реконструкція єдиного тоді футбольного стадіону в Монголії. Тому чемпіонат 2006 року не вважається офіційним розіграшем.

## Список чемпіонів
- 1964: Худулмур
- 1965: не проводився
- 1966: Худулмур
- 1967: Тенгерін Бугнуд
- 1968: Дархан
- 1969: Тенгерін Бугнуд
- 1970: Алдар
- 1971: Тенгерін Бугнуд
- 1972: Худулмур
- 1973: Тенгерін Бугнуд
- 1974: Алдар
- 1975: Тенгерін Бугнуд
- 1976: Алдар
- 1978: Замчін
- 1979: Тенгерін Бугнуд
- 1980: Алдар
- 1981: Тенгерін Бугнуд
- 1982: Тенгерін Бугнуд
- 1983: Ажилчін
- 1984: Тенгерін Бугнуд
- 1985: Хуш
- 1986: невідомо
- 1987: Сухэ Батор
- 1988: Сухэ Батор
- 1989: Худулмур
- 1990: Хуш
- 1991-1993: невідомо
- 1994: Хуш
- 1995: Ідсш
- 1996: Ерчім
- 1997: Дельжер
- 1998: Ерчім
- 1999: НТ Банк-Барс
- 2000: Ерчім
- 2001: Хангарьд
- 2002: Ерчім
- 2003: Хангарьд
- 2004: Хангарьд
- 2005: Хоромхон
- 2006: Хасин Хулгууд
- 2007: Ерчім
- 2008: Ерчім
- 2009: Університет Улан-Батору
- 2010: Хангарьд
- 2011: Улан-Батор
- 2012: Ерчім
- 2013: Ерчім
- 2014: Хоромхон
- 2015: Ерчім
- 2016: Ерчім
- 2017: Ерчім
- 2018: Ерчім
- 2019: Улан-Батор Сіті